# Căpâlnița (gmina)
Căpâlnița – gmina w Rumunii, w okręgu Harghita. Obejmuje tylko jedną miejscowość Căpâlnița. W 2011 roku liczyła 2026 mieszkańców.